# Mikasa (Prinz)

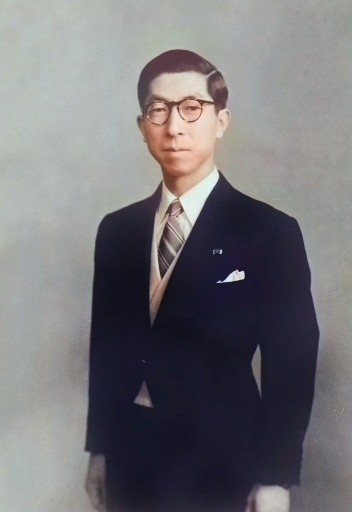
Prinz Mikasa (1958)

Prinz Mikasa (Takahito) von Japan (japanisch 三笠宮崇仁親王, Mikasa-no-miya Takahito-shinnō; * 2. Dezember 1915 in Tokio; † 27. Oktober 2016 ebenda) war der vierte und jüngste Sohn des japanischen Kaisers Taishō und der Kaiserin Teimei. Er war der jüngere Bruder des Kaisers Hirohito und der letzte überlebende Onkel des Kaisers Akihito. Der Prinz diente im Zweiten Weltkrieg als Offizier in der Kaiserlich Japanischen Armee, nach dem Krieg etablierte er sich als Gelehrter und Dozent für Nahoststudien und Semitische Sprachen. Sein offizieller Titel war „Prinz“ (jap. 親王 shinnō), sein Prädikat „Seine Kaiserliche Hoheit“ (jap. 殿下 denka).

## Frühe Jahre

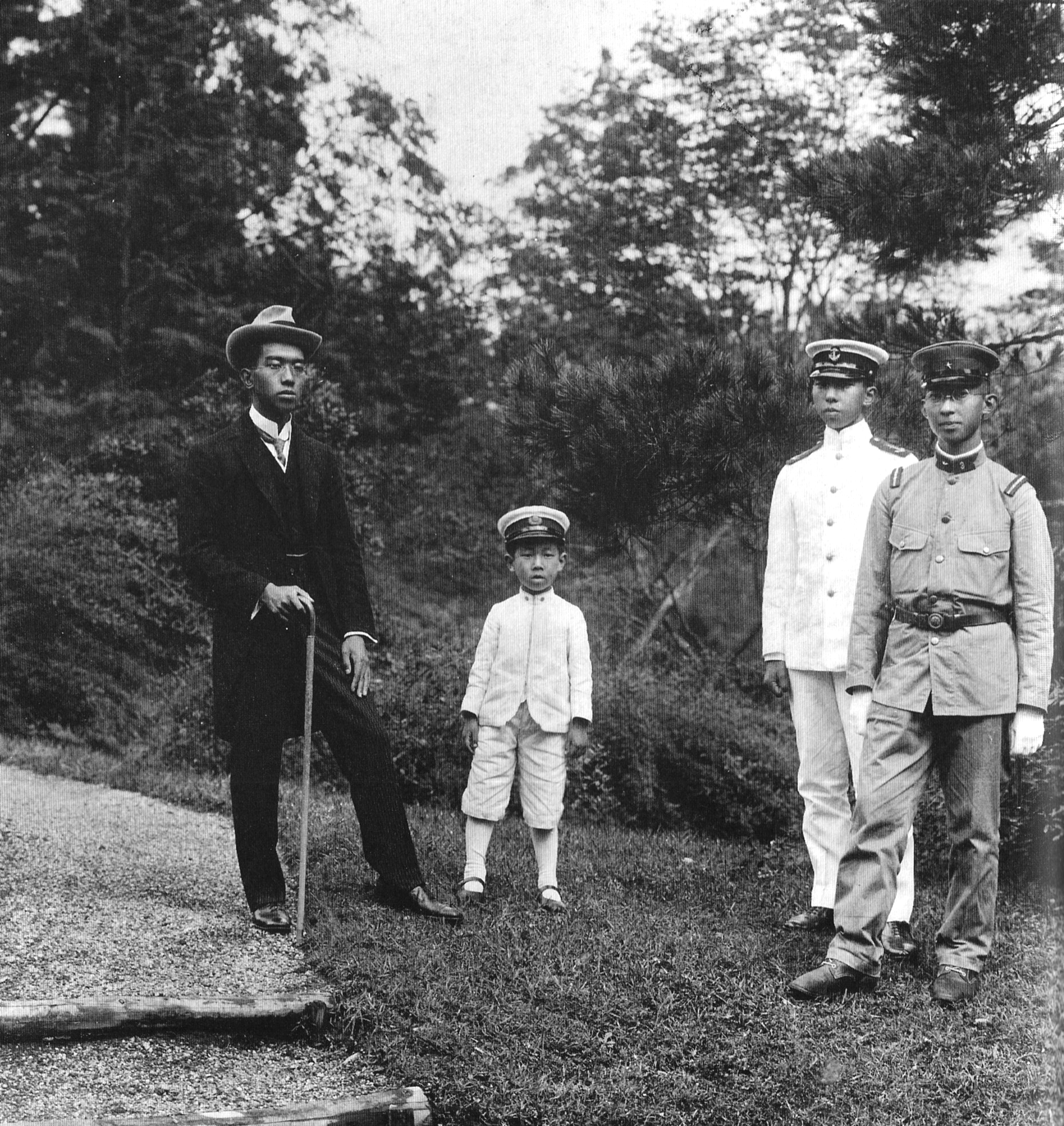
Die vier Söhne Kaiser Taishōs im Jahr 1921: Hirohito, Takahito, Nobuhito und Yasuhito

Prinz Takahito wurde im Kaiserpalast Tokio geboren. In seiner Kindheit wurde er Sumi-no-miya genannt. Er besuchte von 1922 bis 1932 die Jungengrundschule der Gakushuin-Schulen. Als er die weiterführende Schule besuchte, hatte sein Bruder bereits den Chrysanthementhron bestiegen, und seine weiteren beiden Brüder, die Prinzen Chichibu und Takamatsu, hatten Karriere in der Kaiserlich Japanischen Armee bzw. der Kaiserlich Japanischen Marine gemacht. Im Jahr 1932 schrieb er sich an der Kaiserlichen Militärakademie ein und wurde im Juni 1936 als Unterleutnant dem Fünften Kavallerieregiment zugeteilt. Mit dem Erreichen der Volljährigkeit im Dezember 1935 verlieh ihm der Kaiser den Titel Mikasa-no-miya (Prinz Mikasa) und die Erlaubnis, einen neuen Zweig des japanischen Kaiserhauses zu gründen.

## Militärdienst
Prinz Mikasa wurde 1937 zum Oberleutnant, 1939 zum Hauptmann und 1941 zum Major befördert. Er diente von Januar 1943 bis Januar 1944 als Stabsoffizier im Hauptquartier der Japanischen Expeditionsarmee in Nanjing, Republik China. Anschließend diente er als Stabsoffizier im Armeebereich des Kaiserlichen Generalhauptquartiers in Tokio bis zur japanischen Niederlage im August 1945.

## Familie
Am 22. Oktober 1941 heiratete Prinz Mikasa Takagi Yuriko, die zweite Tochter von Takagi Masanori. Das Paar bekam fünf Kinder, von denen zum Zeitpunkt des Todes von Mikasa zwei noch lebten. Die zwei Töchter des Paares schieden aufgrund der Bestimmungen des Gesetzes über den kaiserlichen Haushalt (皇室典範, kōshitsu tenpan) von 1947 durch Heirat aus dem japanischen Kaiserhaus aus:
1. Yasuko Konoé, vormals Prinzessin Yasuko von Mikasa, * 26. April 1944, verheiratet am 16. Dezember 1966 mit Tadateru Konoé, dem jüngeren Bruder des früheren Premierministers Hosokawa Morihiro und adoptierten Enkel und Erben des früheren Premierministers Konoe Fumimaro, dem derzeitigen Präsidenten des Japanischen Roten Kreuzes.
2. Prinz Tomohito von Mikasa (* 5. Januar 1946; † 6. Juni 2012)
3. Prinz Yoshihito von Katsura (* 11. Februar 1948; † 8. Juni 2014)
4. Masako Sen, vormals Prinzessin Masako von Mikasa, * 23. Oktober 1951, verheiratet am 14. Oktober 1983 mit Sen Masayuki, dem ältesten Sohn von Sen Shoshitu XV und derzeit sechzehnter Erb-Großmeister (iemoto) der Teezeremonie-Schule Urasenke
5. Prinz Norihito von Takamado (* 29. Dezember 1954; † 21. November 2002)

## Nachkriegszeit

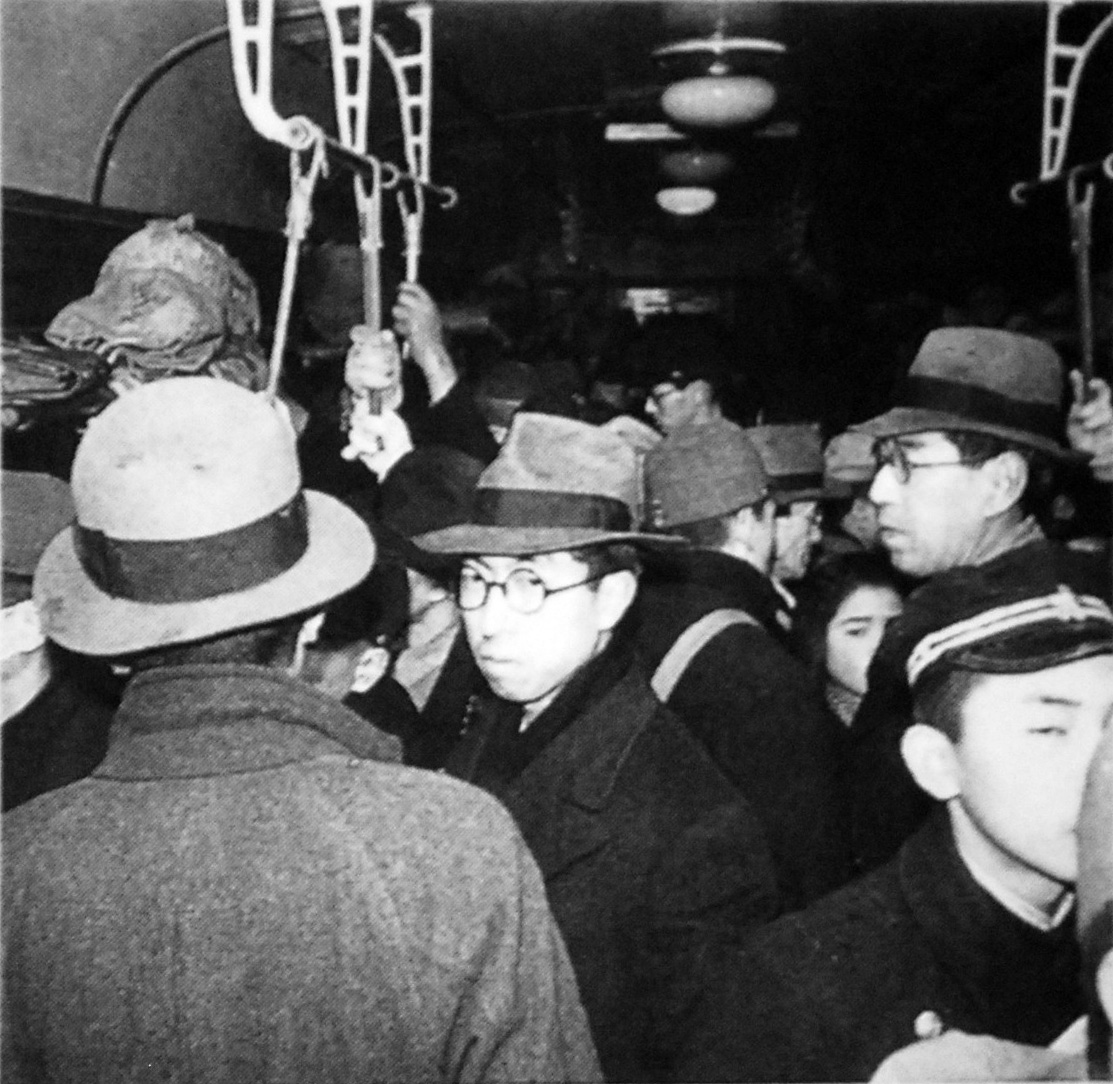
Prinz Mikasa (1946)

Nach dem Zweiten Weltkrieg schrieb sich Prinz Mikasa an der literarischen Fakultät der Universität Tokio ein und widmete sich Studien in Archäologie, Nahostwissenschaften und Semitischen Sprachen. Seit 1954 war er Leiter der Japanischen Gesellschaft für Nahoststudien. Er war Ehrenpräsident der japanischen Gesellschaft für Orientologie und war bei verschiedenen Anlässen Gast der Deutschen Gesellschaft für Natur- und Völkerkunde Ostasiens. (OAG). Als Gastdozent war Prinz Mikasa an verschiedenen Universitäten in Japan und im Ausland aktiv, darunter der Tokioter Nationaluniversität für Schöne Künste und Musik, der Tokioter Christlichen Frauen-Universität, die Universität London, der Universität von Hokkaido und der Universität von Shizuoka.
Die Hebräische Universität Jerusalem verlieh ihm 1975 die Ehrendoktorwürde.
Prinz Mikasa lebte zuletzt mit seiner Frau im Palast Akasaka und trat nur noch selten in die Öffentlichkeit. Er saß im Rollstuhl und verfolgte nach eigenen Angaben weiterhin Nachrichten und betete für „das Glück aller Menschen“.
Am 16. Mai 2016 wurde Prinz Mikasa aufgrund einer Lungenentzündung ins St. Luke’s International Hospital (jap. 聖路加国際病院 Seirukakokusaibyōin) im Tokioter Stadtbezirk Chūō eingeliefert, von der er sich nach einem Monat wieder erholte. Da jedoch Herzprobleme auftraten, wurde er nicht aus dem Krankenhaus entlassen. Dort feierte er nach 75 Ehejahren am 22. Oktober mit seiner Frau die Kronjuwelenhochzeit. Am Morgen des 27. Oktober 2016 starb Prinz Mikasa im Alter von 100 Jahren nach einem Kreislaufstillstand. Kaiser Akihito kündigte eine einwöchige Trauerzeit an und sagte u. a. die jährliche Herbstfeier im Garten des Kaiserpalastes (jap. 秋の園遊会 Aki no En'yūkai) und ein Treffen mit dem philippinischen Präsidenten Rodrigo Duterte ab. Das Begräbnis fand am 4. November im Bezirk Bunkyō statt. Insgesamt nahmen über 600 Gäste daran teil; darunter auch führende Politiker wie Premierminister Shinzō Abe und Caroline Kennedy, Botschafterin der Vereinigten Staaten in Japan.